# Ildígero
Ildígero (em latim: Ildiger) foi um oficial bizantino de origem germânica, ativo durante o reinado do imperador Justiniano (r. 527–565).

## Vida
As origens de Ildígero são incerto. Seu nome tem origem germânica, o que indica que era bárbaro. Foi casado com uma filha de nome desconhecido de Antonina e seu marido, o general Belisário. Aparece pela primeira vez em 534, quando foi enviado com Teodoro de Constantinopla com exército para servir na África sob Salomão. Em 536, após Belisário cuidar da rebelião de Estútias, Ildígero e Teodoro receberam a missão de cuidar de Cartago enquanto ele voltou à Sicília. Talvez Ildígero permaneceu na África quando Germano substituiu Salomão e em 537 estava no exército que Germano liderou contra Estútias; ele comandou uma das três divisões nas quais a cavalaria estava disposta na ala direita do exército na Batalhas das Escadas Ancestrais.
No fim de 537 ou começo de 538, foi a Roma através da Líbia com considerável número de cavaleiros. Durante o inverno em Roma, foi ele e Valeriano que contiveram Constantino quando tentou atacar Belisário. Mais tarde, enquanto em guarda na Porta Pinciana, frustrou um ataque gótico e repeliu-o. Tão logo o cerco acabou (março de 538), ele e Martinho foram enviados por Belisário com mil cavaleiros para Arímino para remover as tropas de João e substitui-las com a infantaria de Ancona. Viajando pela Via Flamínia, capturaram e guarneceram Petra e então prosseguiram via Ancona para Arímino. Quando João se recusou a partir, deixaram a infantaria e retornaram para Belisário trazendo apenas as tropas da guarda de Belisário que estavam com João.
Mais tarde no verão de 538, quando Belisário montou uma expedição para aliviar João, agora cercado em Arímino, ele foi colocado no comando da frota (seus subordinados foram Herodiano, Ulíaris e Narses) com ordens de não perder contato com o exército de Martinho que estava marchando junto da costa. Os godos fugiram ao avistarem a frota, e Ildígero e aqueles com ele foram os primeiros a alcançar o acampamento abandonado dos godos, capturaram os poucos que não conseguiram escapar e o saquearam. No começo de 540, foi enviado no lugar de Vitálio para guardar o Pó para impedir que suprimentos alcançassem os godos sitiados em Ravena por aquela rota. Depois naquele ano, quando Belisário voltou para Constantinopla, foi um daqueles que o acompanharam (os outros foram Valeriano, Martinho e Herodiano). Em 543, ele e Teoctisto acompanharam Martinho para Citarizo durante os preparativos para invadir o Império Sassânida. É possível que nessa altura fosse duque da Fenícia Libanense.